# Hohe Warte (Karwendel)
Hohe Warte – szczyt w paśmie Karwendel, w Alpach Wschodnich. Leży w Austrii, w kraju związkowym Tyrol, przy granicy z Niemcami. Sąsiaduje z Kleiner Solstein, Hinteren Brandjochspitze i Großer Solstein.
Pierwszego wejścia, w 1870 r., dokonał Hermann von Barth.